# 電子遊戲中的性別表徵

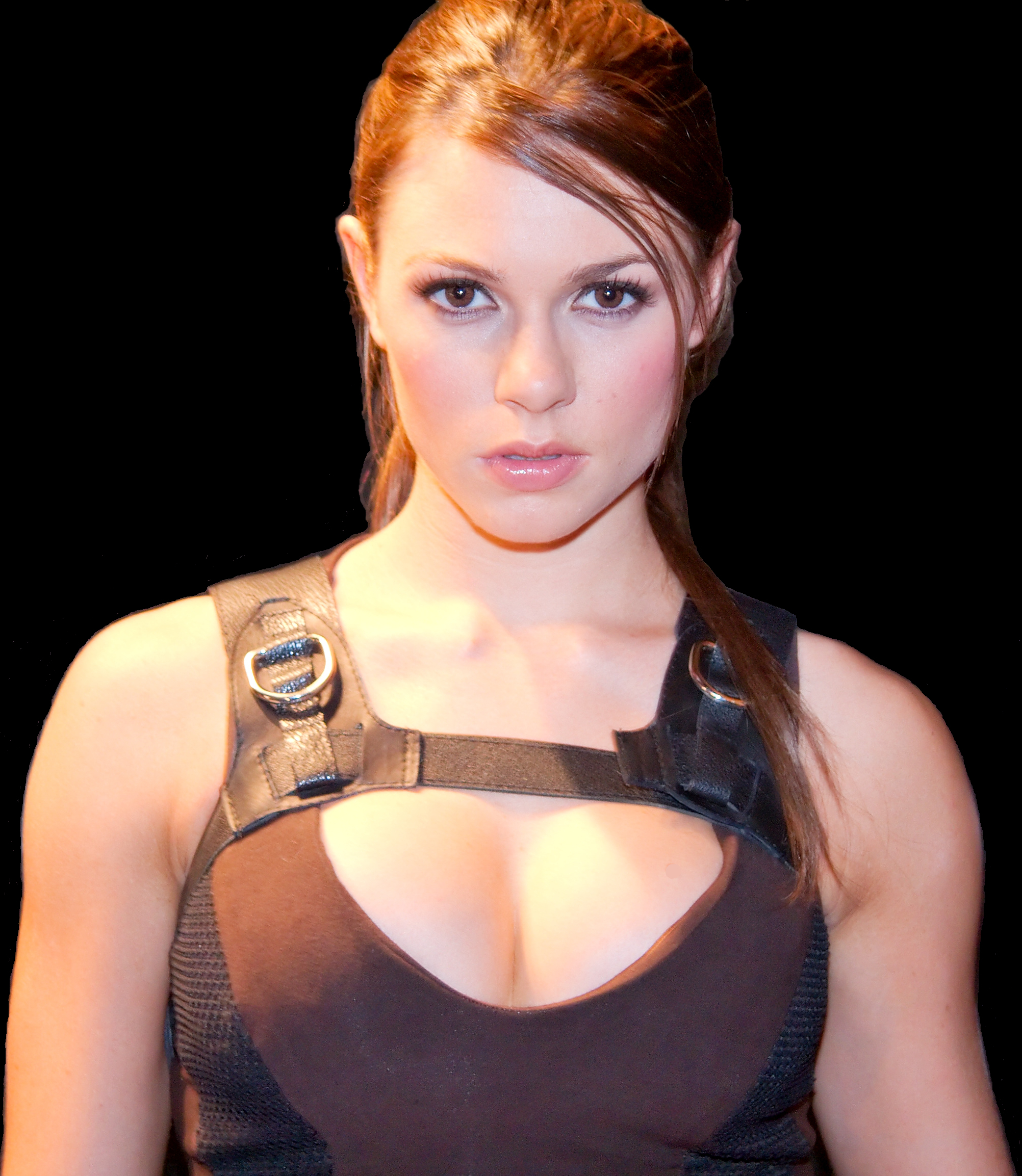
電子遊戲將女性性對象化的例子之一，具有姣好身材的女英雄蘿拉·卡芙特。

電子遊戲中對男性和女性的描繪與其它媒體一樣、是性別研究的一個議題，必須在電子遊戲中的性別歧視主義的背景下探討。儘管電子遊戲玩家中有近半數是女性，也有薩姆斯·阿蘭或蘿拉·卡芙特那樣知名的女性遊戲角色，但她們在電子遊戲中所扮演的角色顯然遠不如男性。電子遊戲所描繪的女性往往反映了傳統的性別角色、性客体化或陳舊的定型觀念，例如落難少女。而男性角色通常被刻劃成偉大的、強悍的。此外，與其它媒體一樣、電子遊戲的角色多數為異性戀，LGBT角色很晚才踏入電子遊戲領域中。
研究表明，遊戲對性別的刻劃方式會影響玩家對性別角色的看法，相較於男性、年輕女性比較喜歡扮演與自己性別相同的角色。平均而言，以女性玩家為目標客群的遊戲的銷售量和製作預算都比以男性玩家為目標客群的遊戲要來得低。另外，雖然遊戲中的女性角色的設計常常性感化，但消費者對此並不總是買帳，甚至男性消費者也未必歡迎此類設計。一項於2020年進行、涵蓋2,006名年紀超過16歲、橫跨英國與美國的電玩玩家的調查顯示，62%的女性玩家及50%的男性玩家認為遊戲的女角經常被過度性化。

## 玩家人口統計

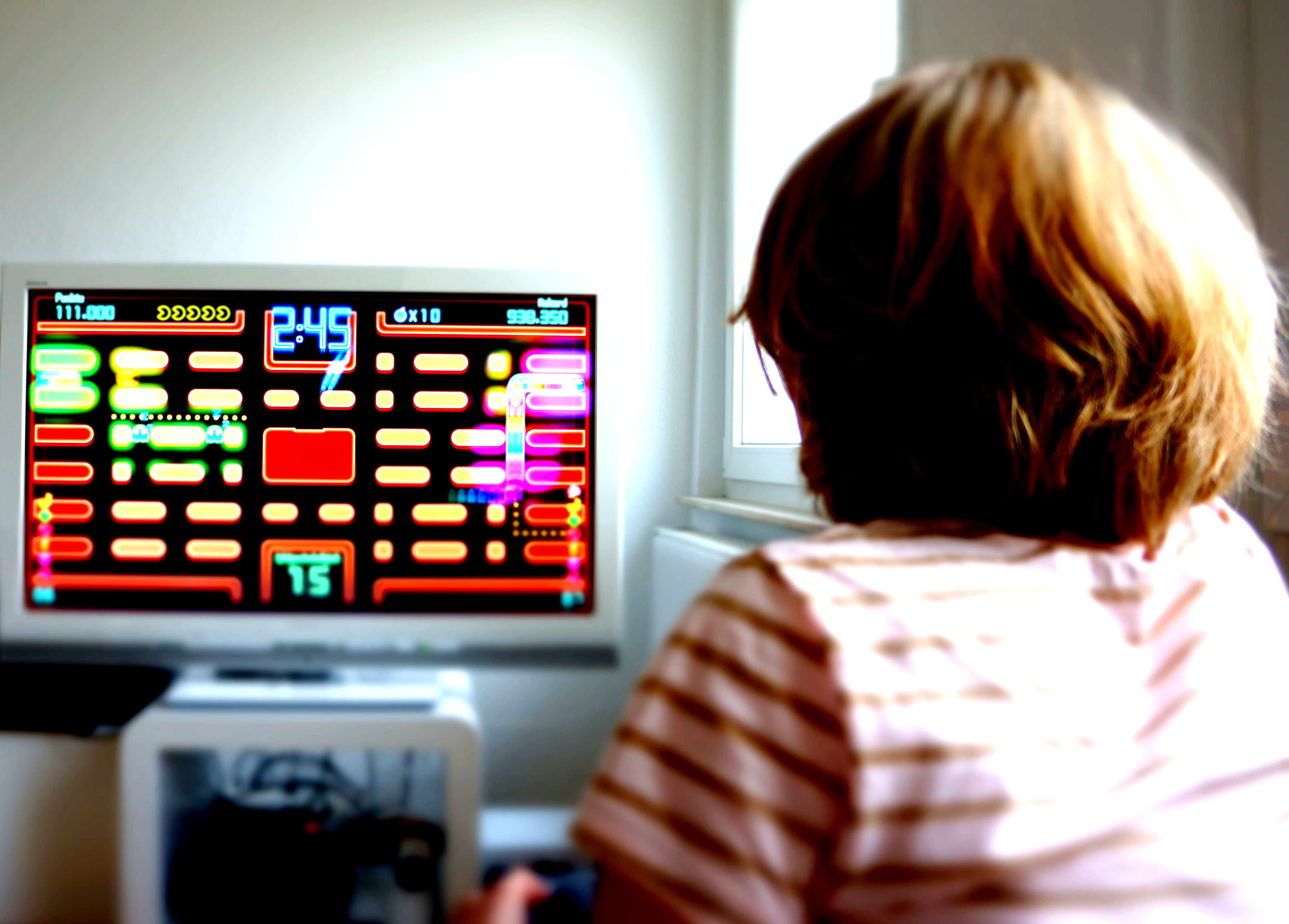
年輕女性正在玩電子遊戲

一份由蓋洛普在2008年進行的研究顯示，2014年時、全美國的電子遊戲玩家中有一半是女性。2014年時，英國和西班牙的女性玩家約佔總玩家數的52%和48%。
儘管無論男女都會玩電子遊戲，但在不同的平台和遊戲類型中會有差異。娛樂軟體分級委員會的研究表示，2010年時、使用電子遊戲機的女性玩家裡有80%使用Wii、11%使用 Xbox360 、9%使用PS3；相較之下、2014年時使用電子遊戲機的男性玩家中有38%使用Xbox 360、41%使用 Wii、21%使用 PS3。
Flurry在2013年進行的研究探索了男性與女性在各種手機遊戲上的偏好：女性玩家佔了單人卡牌、角子機、回合制社交遊戲、三消遊戲、經營模擬和問答遊戲市場的60%至80%；而男性則佔了戰略、射擊、卡牌戰鬥、賽車和動作角色扮演遊戲市場的60%至80%。
2014年，超數據研究（SuperData Research）的調查發現，男性和女性喜歡的電子遊戲類型有如下的分別：女性佔手機遊戲市場的57.8%、佔RPG市場53.6%、佔電腦遊戲市場（包括社交遊戲）佔50.2%；而男性佔MMORPG市場的66%、佔PFS市場的66%、佔數位電子遊樂器市場63%。

## 女性的形象

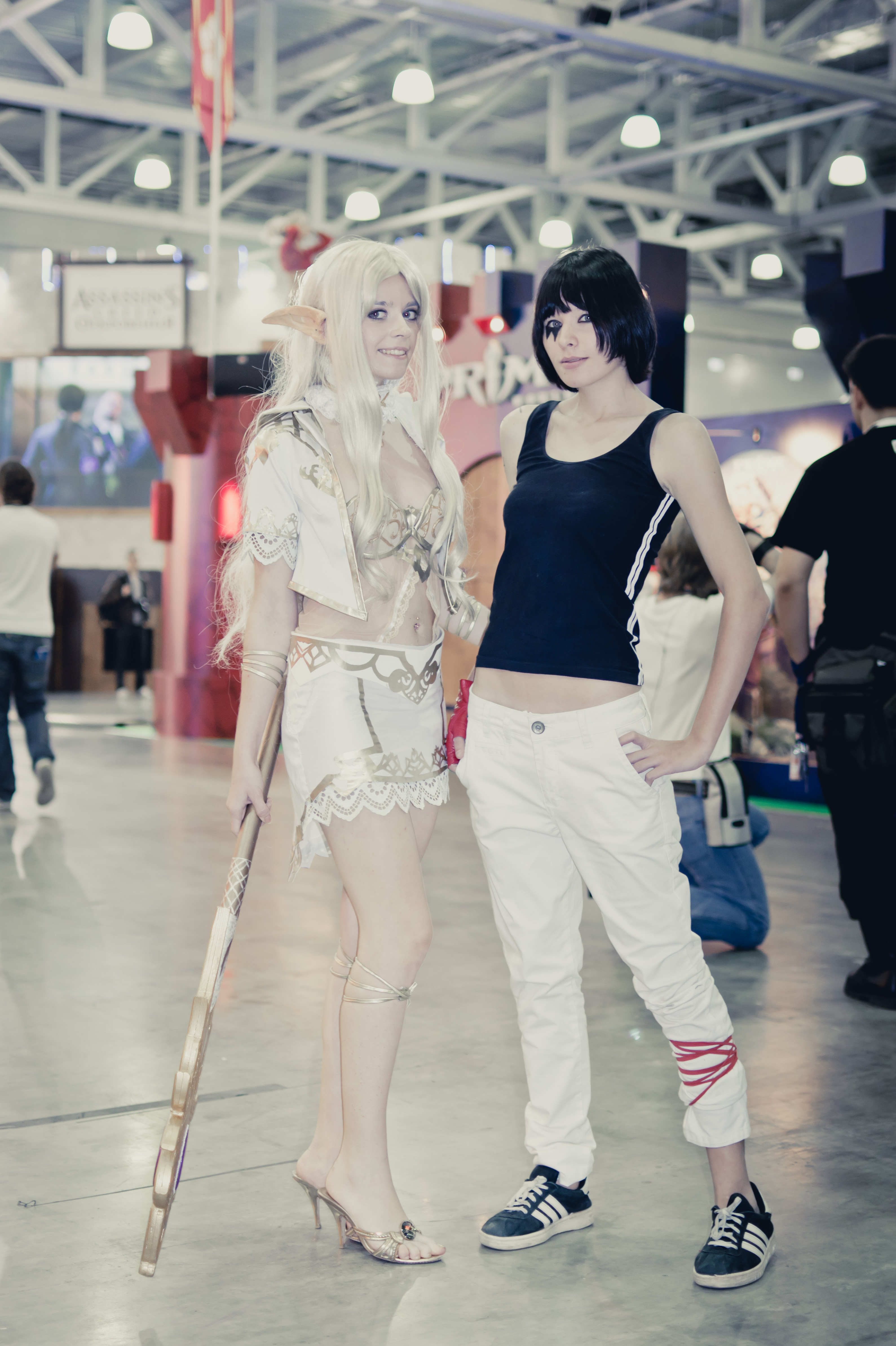
兩位扮演成電子遊戲角色的女子

### 做為玩家角色

#### 盛行狀況
在維吉尼亞理工學院暨州立大學2006年發佈的一項研究中指出，在受歡迎遊戲的評論裡、與可玩的女性角色有關的評論出現在討論裡的頻率低於男性角色。2007年，由Melinda C. R. Burgess等人所做的研究中發現，男性角色出現在電子遊樂器遊戲封面上的次數要高於女性角色。
2012年，電子娛樂設計與研究抽樣了包括動作、射擊、角色扮演遊戲等669款遊戲後發現，其中有300款（45%）的遊戲能讓玩家選擇女性做為主角，相較於2010年的10%高出許多。
2015年刊載於《華盛頓郵報》上、由Madeline Messer撰寫的文章中表示：前50個受歡迎的無盡奔跑類手機遊戲中，可選性別的遊戲裡有98%提供男性主角，而其中90%是免費遊戲。只有46%的遊戲提供女性主角，而其中15%是免費遊戲。身為女孩、平均要花費額外的7.53美元才能玩到和自己同樣性別的角色，而這個金額甚至超過遊戲本身的售價。

#### 演變
《銀河戰士》系列在1986年推出的第一作《銀河戰士》的女英雄薩姆斯·阿蘭經常被視為「主流電子遊戲中首位人類女性可玩角色」，不過也是有其它更早的女性可玩角色，例如南夢宮在1985年推出的射擊遊戲《バラデューク》的角色。
早在1970年代便有社會學、教育和文化期刊開始研究女性角色在電子遊戲裡的普遍性。1979年的《心理記錄》（Psychological Record Vol.29, No.1. 43–48頁）從在訪問了201人後得出結論，90%的男性受試者和85%的女性受試者將電腦視為男性氣質的（電腦包括電子遊戲） ；1983年，沙拉·基斯勒教授等人在《今日心理學》(Vol.17, No.3. 40–48頁.) 上刊載一項研究，發現電子遊戲裡有女性角色的頻率是七分之一 ，Elizabeth Behm-Morawitz認為女性角色之所以罕見、是因為它們在遊戲裡扮演的角色並不重要。當一位女性的可玩角色出現在電子遊戲中時、它們相較於男性角色經常是更暴露、更性化的。
《古墓奇兵》系列的主角蘿拉·卡芙特是非常著名的、強悍的虛構女性角色之一。在她於1996年於《古墓奇兵》初次登場時，她那對不合常理的巨大乳房受到不少批評；她被稱為「一位在性別、性慾、賦權和物化上引發文化衝突的現在進行式」。在2008年的《古墓奇兵》裡、蘿拉身穿露臍上衣和熱褲，她的這個造型被評為「是由男人為她裝扮的」。不過遊戲的設計者卻聲稱，蘿拉的設計與市場取向無關，並表示對她受到海報女郎式的崇拜感到驚訝。在《古墓奇兵：不死傳奇》裡，蘿拉的設計改頭換面，讓她的形象少了許多性感元素。
《無盡的旅程》（1999）的女英雄四月天經常被拿來與蘿拉·卡芙特比較。相較於蘿拉的男性化與侵略性，四月天的外表較沒有性感的元素、但性格上更女性化 。《神鬼冒險》（2003）的女英雄翠玉被公認為是個強大、有自信、也沒有任何顯著性化的女性。
2014年時，由於《極地戰嚎》和《刺客教條》的開發人員選擇在最新的系列作遊戲中將女性可玩角色刪除，因而成為遊戲界討論的焦點。根據Polygon引自遊戲業界專家的評論指出，遊戲業的目光從過去以年輕男性為主的市場移往電子遊戲的多樣性問題，這會使電子遊戲獲得整體性的提升。
有色人群或有色女性在受歡迎的遊戲裡通常沒有太高的重要性，且經常有關於刻版印象的描繪，有色人群或有色女性角色被塑造成惡徒的頻率也比較高。

### 做為配角

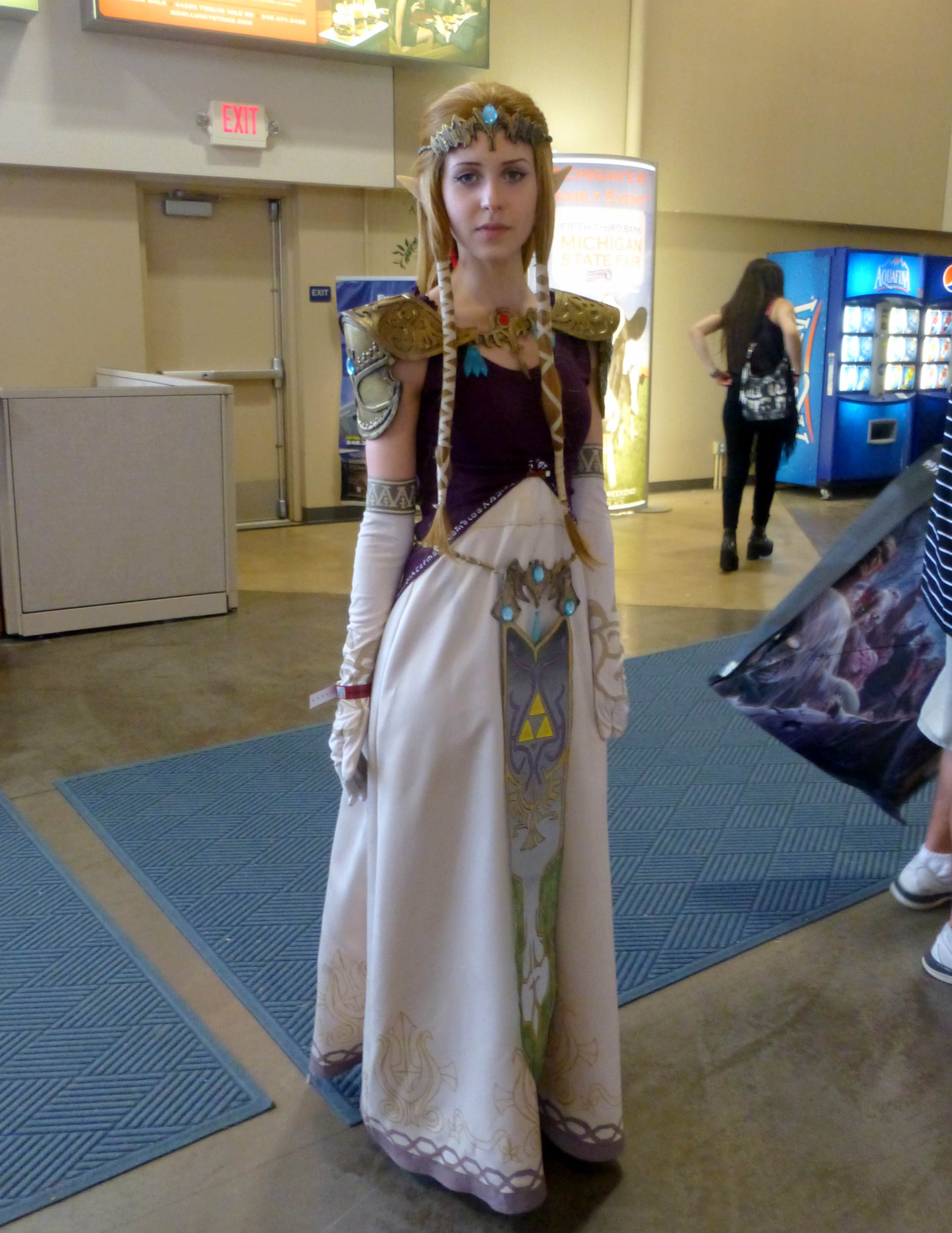
一位角色扮演者裝扮成《薩爾達傳說》系列裡的配角薩爾達公主。

女性角色在電子遊戲中經常扮演落難少女的角色，而讓玩家所扮演的主角上演英雄救美的戲碼便是遊戲的主要目標。諸如《薩爾達傳說》系列裡的薩爾達公主、《瑪利歐》系列裡的碧姬公主都曾是這種角色類型的典範。

薩爾茨堡學院媒體與全球變化以任天堂遊戲設計師宮本茂自1981年推出的《瑪利歐》系列遊戲中做為研究對象。該遊戲的主角是男性英雄瑪利歐，遊戲的目的是拯救一位被反派角色庫巴綁架做為人質、身穿粉紅色洋裝、名為碧姬的金髮公主。在該遊戲共14款主系列遊戲裡，有其中13款遊戲、碧姬是被綁架的。唯一沒有被綁架的那一款遊戲是僅在美國發售的《超級瑪利歐兄弟USA》，在該遊戲裡、碧姬是可玩角色。而薩爾達公主在後來的《薩爾達傳說》系列遊戲裡也便成了可玩角色。
「女性角色在電子遊戲裡的地位通常是刻板印象的落難少女、極度性化的惡棍（如《英雄不再》裡的希薇亞．克莉絲汀）和在主角身旁性感而強悍的摯友（《Final Fantasy系列》的蒂法·洛克哈特）……在這些情況下，女性角色更有愛上男性主角的可能、或是拚命地引起他的注意」
大多數的遊戲都會為男性英雄安排一位紅粉知己，而其中有一些、例如《惡靈古堡》系列的艾達·王、《江湖本色》系列的摩娜·薩克斯會在續作中成為可玩角色。《戰慄時空》裡的女性配角艾莉絲·凡斯也因為本身的性格和智慧而廣受好評，讓她免受華而不實的指責。

### 做為反派
將女性做為遊戲中主要反派的早期例子之一是1991年的《忍者蛙》裡的黑暗女王，她是個使用神秘魔法的軍隊指揮官。而1994年的網路奇兵裡的主要反派SHODAN則被譽為是遊戲界中眾所週知的女性反派，她是個帶有女性人類臉孔的人工智能。另一位值得注意的女性惡棍是《Final Fantasy VIII》裡的阿爾提米西亞，她是該作品的主要反派。她被PAX游戏展選為有史以來最傑出的電子遊戲女性反派之一。而《傳送門》（2007）裡的角色GLaDOS是一個有女性聲音的瘋狂電腦，她被評為是2000年代裡最傑出的新角色之一。

### 性化
電子遊戲對女性角色的描寫方式自1980年代以來一直是學術研究的主題、也是備受爭論的議題。在討論中經常出現的議題包括遊戲以性化與性物化吸引預設的男性消費者；在同一款遊戲裡、女性角色的獨立性少於男性角色；在遊戲及電視、雜誌等媒體裡、女性角色經常暴露關於性的元素並楚楚可憐地尋求男性同情；限縮了女性角色的願望和職業等。

#### 盛行狀況
一份2005年的研究中，Dill和Thill將遊戲對女性角色的描述方式概分為三大類：強調性徵、衣不蔽體和理想美人。研究顯示、超過80%的電子遊戲女性角色都可以歸入這三種分類之一，而有超過四分之一的女性角色三者全包。Dill和Thill還指出，描述女性的另一個主題是將性和侵略結合，稱之為「色情化侵略」（eroticized aggression）根據社會學教授Tracy Dietz的研究，女性經常被描繪成重視光鮮亮麗的外表或性魅力的性格。根據 Downs 和 Smith的分析，在2003年裡銷售排名前60的電子遊戲中多數的角色和可玩角色皆是男性，而女性角色則經常被性化。相較於男性角色，女性角色的身材通常更不具真實感，也更常出現衣不蔽體的情況（儘管男性角色也常出現衣不蔽體的情況）。 
一項抽樣了225款電子遊戲封面的調查顯示，儘管男性和女性角色的身體都會出現不合現實的情況，但女性角色的頻率更高（特別是胸圍），而當遊戲主角是女性時更是如此。
一份2016年的研究抽樣了1984年至2014年這三十年間發佈的571款遊戲，發現在1990年至2005年間，將女性角色性化尤為盛行，過了2005之後便開始下降。此外它還指出、在娛樂軟體分級委員會分級為T — 青少年（適合13歲以上）及M — 成熟（適合17歲以上）的遊戲中，兩者的性化並沒有顯著的差異，表示該制度認為遊戲中對女性角色的性化不會使得13至18歲間的孩子反感。而在女性玩家較多的角色扮演遊戲中、對女性角色性化的做法較動作遊戲和格鬥遊戲來得少。

#### 樣態

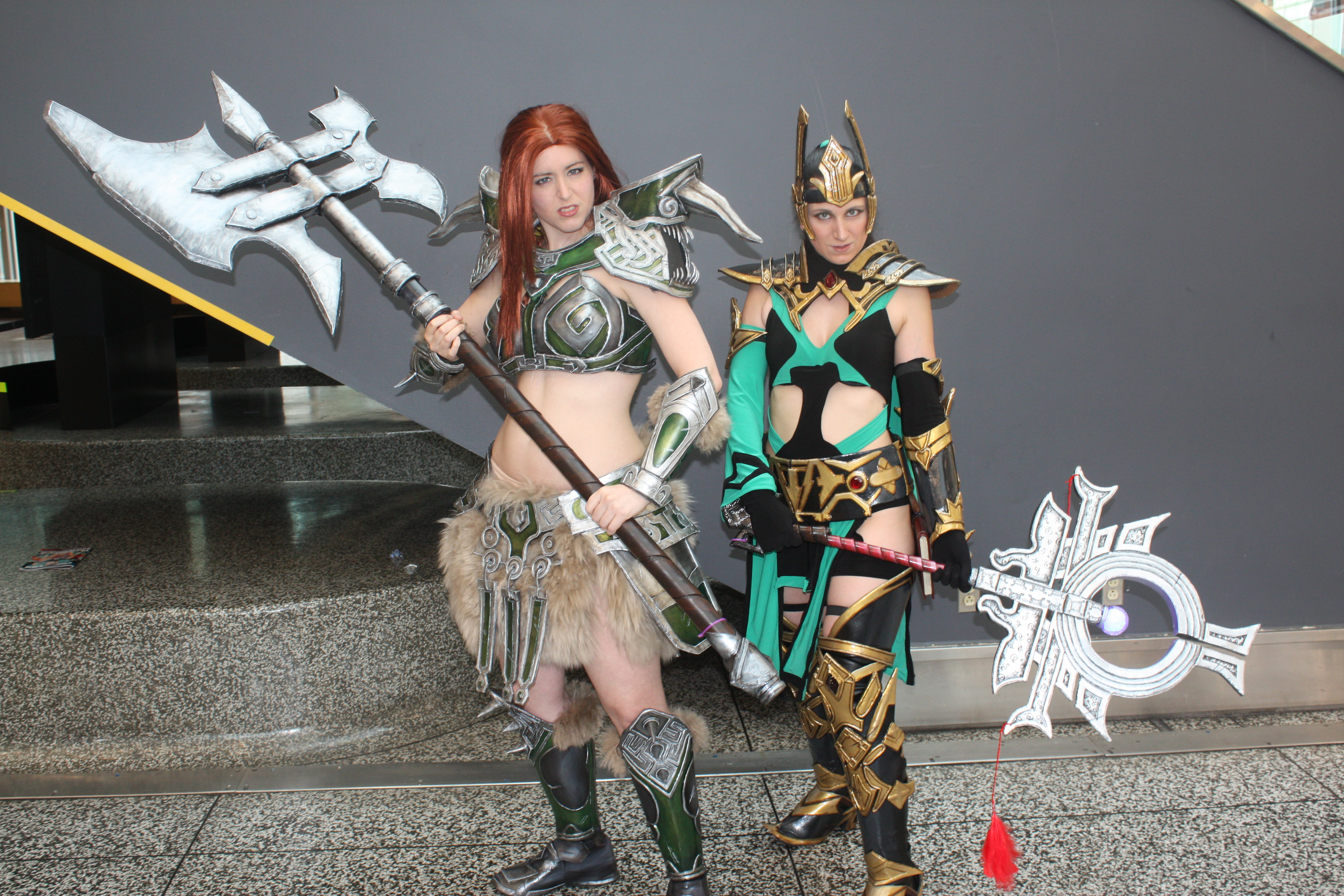
兩位女子裝扮成《暗黑破壞神III》裡穿著暴露鎧甲的玩家角色。

許多早期電子遊戲的女性角色在外觀上和男性角色唯一的分別在女性化的視覺標記，例如粉紅色蝴蝶結、裙子或長髮。
許多電子遊戲裡的女性角色是男性凝視下的產物，格鬥遊戲《劍魂V》曾因為在平面廣告上毫不避諱地展現女性角色伊芙·情人節的巨乳和標語而引起斥責聲浪，過了幾年後、在格鬥遊戲《劍魂》的續作和《鐵拳》裡發生同樣的問題，在遊戲裡、延續自前作的男性角色在年齡上都有所增長，而女性角色卻保持一樣的年紀、或是由她們的女兒取代其位置。
《古墓奇兵》系列的主角蘿拉·卡芙特是個身手矯健、頭腦聰明的女英雄，在作品裡經常表現出智勇雙全和膽識超群的一面，這吸引了很多支持者思考隱藏在她身後是否有更多的背景故事。對此、海倫·甘迺迪評論：「蘿拉·卡芙特的冒險動機是來自於她的父親，她並不是按自己意志決定行動、而是被動的。」這只是電子遊戲裡的女性所扮演的角色例子之一。即使是在一個以她們命名的遊戲裡，她們仍不能按照自己的意志決定自己的行動。在幾乎每個由女性擔任主角的遊戲裡，她們都有一個源自於他人的動機。
自1960年代開始，女性角色在幻想類作品裡的典型外表之一是穿著覆蓋面積較少的鎧甲的女戰士。這些角色的特色在於其身上所穿的鎧甲的設計，這種被稱為「比基尼鎧甲」的武裝通常是由面積較小的煽情服裝組成。儘管名為鎧甲，但不僅毫無防禦功能，更毫不避諱地將身體的要害暴露在外。這種怪異的文化被視為是電子遊戲、漫畫和電影裡女性戰士普遍被性化的實例之一。對此、藝術網站「身穿合理盔甲的女戰士們」（Women Fighters in Reasonable Armor）蒐羅了各種各樣穿著「寫實的盔甲」的女性戰士圖像，該網站表示「性感沒有錯，錯的是場合」。

### 對女性的暴力
電子遊戲由於其描繪了對女性的暴力行為而受到批評。舉例而言、在2013年發佈的遊戲《死亡之島：激流》中，其「殭屍誘餌」版裡有個身材姣好、身穿極少布料的比基尼的女性雕像被車裂。Rockstar North推出的《俠盜獵車手》系列的大部分作品也充斥著對女性的暴力與性侵害，《俠盜獵車手V》受到的此類負評使得它被澳大利亞的某些零售商所抵制。
1982年發佈《卡斯特的復仇》是第一款含有強暴元素的遊戲，由於主要遊戲內容顯然是在模擬強暴一位美洲原住民女性而遭惡評如潮。美國國家女性組織和一些美洲原住民團體譴責了這一點、以及遊戲中的種族主義內容。
在2013年推出的《古墓奇兵》中，有一個片段引發爭議及憤怒。在作品發行前、曾於網路公開的一部遊戲影片中含有「反派角色試圖強姦主角」的片段。在Kotaku的一次訪談中，遊戲的執行製作人榮恩·羅森伯格（Ron Rosenberg）說道，故事裡蘿拉·卡芙特在殺死反派角色弗拉迪米爾前「被島上的索拉瑞捉為囚犯。他們試圖強姦她，而……她就如同一隻被逼到牆角的動物。那使得蘿拉的角色發展前進了一大步：她被迫選擇反擊，不然就是死亡。而那就是我們現在要呈現給玩家看的。」然而數天後，遊戲的開發者指出性侵犯並非故事的主題之一，且先前「試圖強姦」的說法為執行製作人的失言。此前，女性及性侵犯等話題在電子遊戲新聞界中即容易引發爭議。後來，《古墓奇兵》故事的首席作家指出，相關爭議乃是資訊的錯誤解讀所致。

## 男性的形象
在電子遊戲裡、也經常有關於男性的刻板印象描繪。對男性在性方面的常見描述手法之一是對力量的幻想，明顯的性化包括過份地強調男性的體力、攻擊性和性能力。這樣的角色成為玩家在遊戲世界中力量的化身。
男性角色的形象通常是魁梧奇偉、渾身肌肉的，譬如、電子遊戲裡男性角色的胸部比現實中的男人還要大5公分、頭部大33公分、腰部寬13公分、臀部寬17公分左右。他們在劇中展現高度的侵略性和暴力。例如在《俠盜獵車手V》中，儘管開發商受到許多關於描述女性和酷刑方面的批評，但也受到許多來自男性角色的批評。遊戲中的兩位男性主角崔佛·菲利普和麥可·迪聖塔在劇中被塑造為「騙子、奸人、負心漢和精神病患者」。
GamesRadar的David Houghton撰文論述電子遊戲中的性別主義，他對男性主角身上所帶有的許多刻板印象給予負面的批評，例如「虎背熊腰、青筋暴露的史前狩獵者、發達的僧帽肌讓他們無法轉頭、除了侵略性的猙獰面孔外沒有其它情緒、胸前的布料小不拉嘰」。
PBS Game/Show的Jamin Warren強調，電子遊戲會「促進玩家對身體產生不合理的期待、表達情感的障礙、無法成為『男子漢』的壓力。」他還強調，在電子遊戲裡展現暴力的、以及接受暴力的雙方絕大多數都是男性，而女性和孩童則受到保護。
除了認同「對力量的幻想」、《Paste》雜誌的Dante Douglas還提出另外兩個刻板印象「性別表現」和「粉絲的詮釋」。
- 在異性戀霸權視角下，性感男性角色的的性別表現及氣質會與傳統的陽剛氣質相反。在這個視角下，做為慾望對象的男性會以陰柔氣質來塑造，例如愛慕虛榮、注重外貌、帶有酷兒的行為，而且表現形式往往是幽默的。[65] 美少年是這個形象的例子之一，諸如《快打旋風》系列的巴洛克 (快打旋風)（英语：Vega (Street Fighter)）、《Undertale》的Mettaton、《Final Fantasy VII》的賽菲羅斯皆屬這類角色。.[60]
- 對男性角色進行性化的另一個方式是由玩家和粉絲執行的，特別是表現出自我情緒的角色[60]。Douglas認為這是由於這些角色並不是純粹地透過在遊戲中展現力量和權力來表現出自己的個性，而是以與其它角色互動的方式展現出自我的個性，而這些角色通常是非玩者角色。

多位評論者指出男性凝視是男性角色不像女性角色那樣明顯地被性化的理由，並指出電子遊戲業迎合了其預想的玩家市場，也就是由異性戀男性組成的市場。

## LGBT角色的形象
在1980年代至1990年代左右，電子遊戲裡開始出現LGBT角色。
在電子遊戲史上，LGBT的內容一直受到令人眼花撩亂的規則和條例所限制。與「理所當然」的異性戀成為對比，同性戀的內容受到額外的審查、批評與嘲諷。任天堂、SEGA和Maxis等遊戲公司皆會審查遊戲代碼以確保有LGBT成份的內容被削減或刪除。幾款遊戲中原本是包含跨性別角色的，例如《瑪利歐》系列裡的凱瑟琳、《街頭快打》系列裡的毒藥 (街頭快打)、《超時空之鑰系列》的瑪由奈（マヨネー），而這些角色都因為任天堂基於品質保證和剔除與遊戲性無關的敘述等政策而在翻譯的海外版本中遭到性別上的變更或直接刪除。
電子遊戲是一個以異性戀中心為主的媒體。。根據蕭氏通訊對遊戲業界內專業人士的採訪，這種異性戀霸權的原因包括遊戲玩家的人口統計、遊戲設計者的意見、在業界內引起反彈的風險和故事敘事的限制
。
有一些既能讓LGBT的內容出現在遊戲中、又能減低爭議的做法。做法之一是可選擇的LGBT內容，在該類遊戲中、LGBT情節的發生與否可以由玩家自主選擇，這表示責任將歸屬於玩家而不是開發者，因為開發者提供了各種各樣的戀愛選項，而LGBT只是其一，在RPG或MMORPG中有著最多LGBT類的角色或象徵。另一種讓LGBT出現在遊戲中又能降低風險的方式是毫不掩藏、直接設計一個LGBT角色，這不但能吸引LGBT玩家、也能讓恐同玩家知難而退。這類遊戲的例子之一是模擬市民系列。
儘管一款包含了LGBT角色的遊戲在整體上試圖朝營造真實感邁進，但仍不可避免地體現了當代文化中LGBT的邊緣性。由於遊戲的設計和遊戲玩家社群的出現，使得現實世界的規範被強加在虛擬世界中，因為多數的遊戲是以當代文化的異性戀中心為基礎，並以此構成角色和敘事的。根據一份2013年的社群調查，這種邊緣化在《魔獸世界》創造出一種對LGBT的不友善氛圍。
無論是遊戲業界的成員或LGBT玩家都更希望遊戲將LGBT角色同化為遊戲敘事中的一部份，而不是一個特立獨行的角色。沒有一款遊戲是專門為了LGBT玩家設計的，LGBT玩家認為這樣很好，因為他們可以不必被遊戲社群邊緣化。
LGBT玩家以酷兒視角來重新詮釋遊戲內容，以彌補在遊戲中缺乏LGBT敘事經驗的缺憾。 Moravec的研究中得出一項結論：這種「想像性玩法」是LGBT玩家在企圖將自己代入遊戲中的角色時最常使用的方法，通常在假定市場為一般異性戀男性玩家時產生。

## 遊戲中的性別表徵所產生的影響

### 對性別態度的影響
2008年的一項研究發現，男性玩的遊戲比女性玩的具有更多對女性的暴力。研究判斷、由於男性經常玩具有這些成份的遊戲，因此對現實生活中的性騷擾行為更寬容，長期接受電子遊戲中的暴力與性騷擾也會使得對強姦的容忍度提升。

### 對孩童的影響
加拿大非營利組織MediaSmarts表示：「儘管電子遊戲主要的影響對象是青少年，但也可能會影響孩童如何看待自己與他人」、「在這一領域的研究尚不充沛，而現有的研究也很少受到批判性的考驗，這種缺乏審查的結果讓我們對電子遊戲對孩童的發展與社會化造成的影響所知甚少。」
根據Dietz表示，電子遊戲可能成為塑造玩家對性別角色看法的潛在因子，玩家透過社會比較的過程做出符合社會期待的言行和性別角色期望。根據遊戲的內容，女孩可能會期望她是個受到保護與照顧的被害者，她們的責任就是保持美麗與性魅力以吸引男性，而男性則從遊戲中學到自己必須保護女性。因此、Dietz聲稱、孩童會將遊戲中的性別角色內化，在成長為大人後、成為他們行動的準則。年輕人在內化這些性別角色後產生的觀點會在他們成年後的未來生活中發揮重大影響，並成為他們人格中的一部份。

## 玩家的偏好
雖然提供能選擇女性主角的遊戲獲得更高的評價與分數，但它們的銷售量卻沒有比只有供男性主角的遊戲要來得高。Penny Arcade將差異歸咎於男性主角的遊戲具有更高的銷售預算。只有女性主角的遊戲的銷售預算平均只有主角可選男女的遊戲的銷售預算的50%，只有僅供男性主角的遊戲的40%。僅供男性主角的遊戲包括一些受歡迎的運動或戰爭模擬遊戲，例如《勁爆美國職籃系列》、《Madden NFL》、《決勝時刻》系列等。電子娛樂設計與研究的 Jesse Divnich在2010年表示：「促進銷售的因素主要是遊戲的品牌、開發預算和銷售預算，與可玩角色的性別沒有太大的關連，」
2015年，皮尤研究中心的報告指出有16%的成年玩家認為大多數電子遊戲裡描繪女性的方式並不好，而26%的人不這麼認為，另外有34的人認為這取決於遊戲本身。而不玩遊戲的人之中、有55%的人不清楚遊戲描繪女性的方式是好是壞，這個數據沒有明顯的性別區分。
在2015年一份由Rosalind Wiseman和Ashly Burch對1583名年齡介於11至18歲的美國學生進行的調查中顯示，喜歡在遊戲中扮演與自己性別的角色的玩家，女性佔了60%、男性只有39%；而28%的女性和20%的男性表示他們會根據角色的性別玩遊戲。筆者將之解釋成：遊戲業對男性主角的關注阻礙了遊戲的女性市場，而不是促進男性市場。
另外，雖然女性角色的性化相當普遍，但在實際上，性化的設計未必受玩家歡迎，甚至也未必受男性玩家的歡迎。一項於2020年進行、涵蓋2,006名年紀超過16歲、橫跨英國與美國的電玩玩家的調查顯示，62%的女性玩家及50%的男性玩家認為遊戲的女角經常被過度性化。

## 關連條目
- 玩家門

## 延伸閱讀
- Brown, Jeffrey A. . Jackson: University Press of Mississippi. 2011. ISBN 160473714X.
- Dickerman, Charles; Christensen, Jeff; Kerl-Mcclain, Stella Beatríz. . Journal of Creativity in Mental Health. 2008, 3 (1): 20. doi:10.1080/15401380801995076.
- Jansz, Jeroen; Martis, Raynel G. . Sex Roles (New York). February 2007, 56 (3–4): 141. doi:10.1007/s11199-006-9158-0.
- Martins, Nicole; Williams, Dmitri C.; Ratan, Rabindra A.; Harrison, Kristen. . Body Image. 2011, 8 (1): 43–51. PMID 21093394. doi:10.1016/j.bodyim.2010.10.002.